# Fort Triumph
Fort Triumph – turowa gra strategiczna, wyprodukowana przez CookieByte Entertainment i wydana przez All in! Games. Premiera gry we wczesnym dostępie na PC (Windows, Macintosh i Linux) miała miejsce 26 kwietnia 2018 roku. Premiera pełnej wersji odbyła się 16 kwietnia 2020 roku, a Fort Triumph dostępny jest na platformach Steam i GOG. Gra ukazała się również na Xbox One, PlayStation 4 i Nintendo Switch.

## Gameplay
Akcja gry ma miejsce w średniowiecznym świecie fantasy. Gracz wybiera jedną z czterech frakcji, kieruje grupą bohaterów, rozwija ich umiejętności i wykonuje misje. Gra bazuje na eksploracji i potyczkach, podczas których do walki z przeciwnikami wykorzystywać można środowisko. Mapy i wydarzenia w grze są generowane losowo.
Za muzykę odpowiada Marco Valerio Antonini. Gra powstaje na silniku Unity.

## Produkcja i odbiór
Grę ufundowano na Kickstarterze. W maju 2017 roku zakończono zbiórkę, w czasie której zebrano 78 tysięcy dolarów amerykańskich. Jest to pierwszy niezależny projekt twórców. Niektórzy recenzenci porównali mechanikę gry do XCOM, a PCGamer zauważył podobieństwo eksploracji w grze do Heroes of Might and Magic. 
Fort Triumph po premierze pełnej wersji gry 16 kwietnia 2020 roku spotkał się z pozytywnym odbiorem. Techraptor przyznał grze ocenę 7,5/10, zaś ScreenRant 9/10. Magazyn „CD-Action” opublikował recenzję gry w numerze 308 (06/2020), oceniając Fort Triumph na 7/10. Fort Triumph uzyskał 79 na 100 punktów w serwisie Metacritic.